# Kurt Busiek
Kurt Busiek (ur. 16 września 1960 roku) – amerykański scenarzysta komiksowy. Jego twórczość obejmuje limitowaną serię Marvels, własną serię Astro City oraz czteroletni run The Avengers. Za swoją twórczość Busiek otrzymał wiele nagród branży komiksowej, w tym Nagrodę Harveya dla najlepszego scenarzysty w 1998 r. i Nagrodę Eisnera dla najlepszego scenarzysty w 1999 r.
W 1994 r. jego komiks Marvels zdobył Nagrodę Eisnera w kategorii Best Finite Series/Limited Series oraz Nagrodę Harveya w kategorii Best Continuing or Limited Series; jak również Nagrodę Harveya za Best Single Issue or Story (za nr 4 Marvels). W 1996 r. za Astro City Busiek zdobył zarówno Nagrodę Eisnera, jak i Harveya w kategorii Best New Series. Ponadto, jeśli chodzi o nagrody za pojedyncze zeszyty, Nagrodę Eisnera otrzymał w latach 1996–1998 w kategorii Best Single Issue/Single Story za Astro City, a w roku 2004 i za Conan: The Legend #0. Za serie komiksowe, Eisnera otrzymał też w latach 1997–1998 w kategorii Best Continuing Series, a w 1998 r. w kategorii Best Serialized Story. Ponadto, za Astro City otrzymał Nagrodę Harveya w 1996 r. w kategorii Best Single Issue or Story, oraz w 1998 r. w kategorii Best Continuing or Limited series.